# Love Is Back
Love Is Back es el quinto y último álbum de estudio del grupo vocal femenino estadounidense Love Unlimited, producido por el cantante y compositor estadounidense Barry White y lanzado en 1979 por el sello de White, Unlimited Gold Records, subsidiaria de CBS Records. El álbum comienza con la canción I'm So Glad That I'm a Woman, un tema R&B por muchos considerado como un himno a las mujeres. Tres canciones entraron en las listas: I'm So Glad That I'm a Woman, High Steppin', Hip Dressin' Fella (You Got It Together) y If You Want Me, Say It, pero por desgracia, ninguna de estas llegaron a una alta posición debido falta de promoción por parte de CBS.
El album corresponde aun periodo notable por la ausencia de los arreglos de Gene Page, lo cual se puede evidenciar en un estilo musical con arreglos de cuerda con menor influencia clásica y una marcada presencia de metales en la producción del álbum.

## Listado de canciones
| Side one |                                                                                            |          |  |
| N.º      | Título                                                                                     | Duración |  |
| 1.       | «I'm So Glad That I'm a Woman» (B. White, F. Wilson, P. Politi)                            | 4:01     |  |
| 2.       | «High Steppin', Hip Dressin' Fella (You Got It Together)» (B. White, F. Wilson, P. Politi) | 5:32     |  |
| 3.       | «When I'm in Your Arms, Everything's Okay» (B. White, F. Wilson, P. Politi)                | 4:33     |  |
| 4.       | «If You Want Me, Say It» (B. White, F. Wilson, P. Politi)                                  | 5:41     |  |

| Side two |                                                                                       |          |  |
| N.º      | Título                                                                                | Duración |  |
| 5.       | «I'm Givin' You a Love (Every Man Is Searchin' For)» (B. White, F. Wilson, P. Politi) | 4:30     |  |
| 6.       | «Gotta Be Where You Are» (B. White)                                                   | 4:14     |  |
| 7.       | «I'm His Woman» (B. White, B. J. Borde, P. Politi)                                    | 5:38     |  |